# Минералогический музей

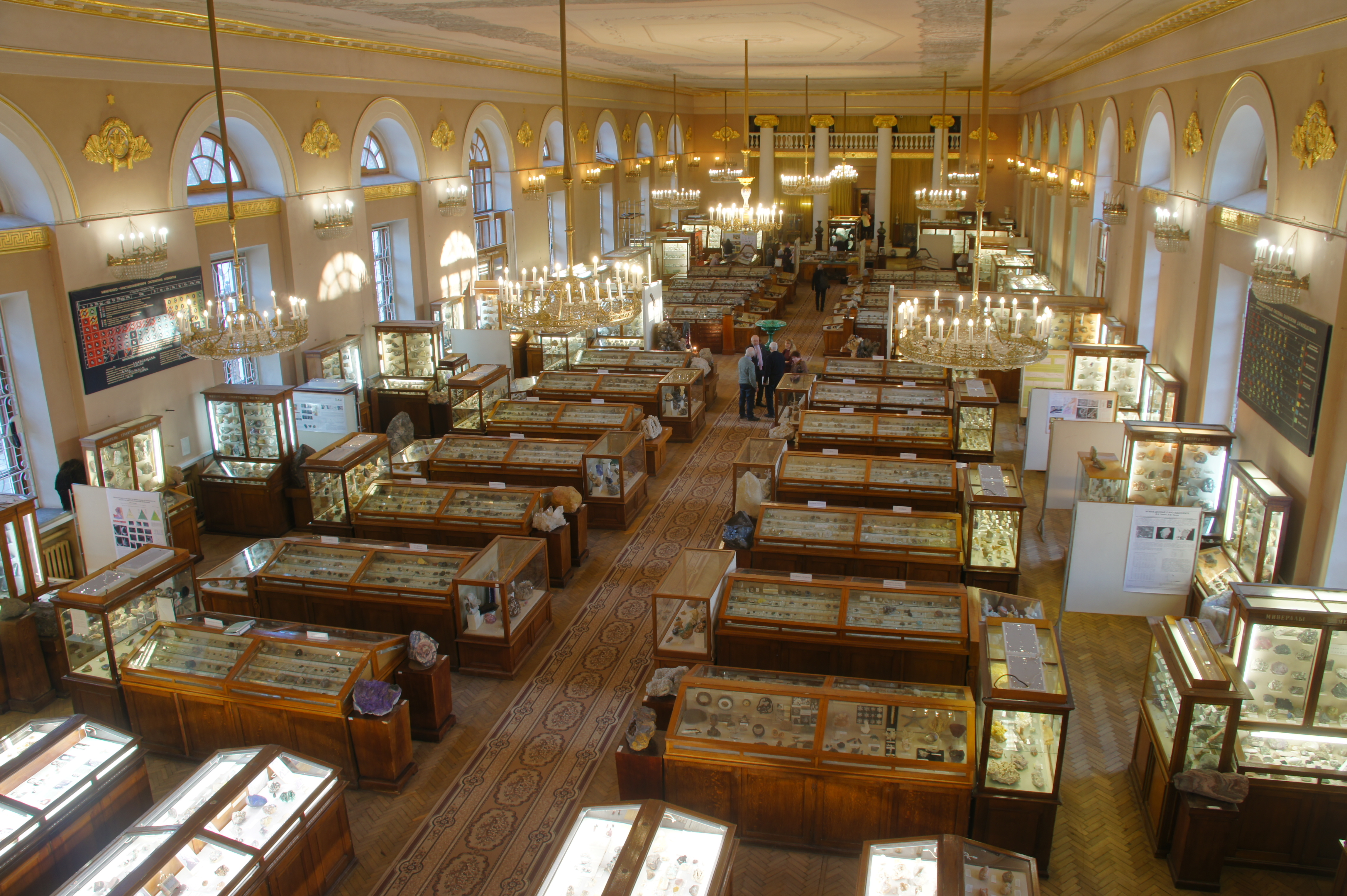
Интерьер минералогического музея имени А. Е. Ферсмана

Минералогический музей — научно-просветительное учреждение, разновидность музея. Предназначен для экспозиции кристаллов, камней и других экспонатов минерального происхождения. Музей осуществляет комплектование, хранение, изучение и популяризацию минеральных объектов, памятников естественной истории. В музее хранятся объекты, представляющие историческую и познавательную ценность. Сотрудники музея регулярно проводят экспозиции, выставки, осуществляют другие формы научной популяризации и воспитательской деятельности. Крупные музеи издают научные труды и сборники работ.

## Минералогические музеи мира
Во всём мире насчитывается около 500 минералогических музеев. Как правило, они относятся в качестве подразделений к тем или иным крупным академическим, научно-исследовательским или научно-образовательным организациям или центрам. Коллективы сотрудников многих минералогических музеев занимаются активной научной работой по изучению экспонатов из собрания музея и смежными вопросам минералогии. Ряд музеев издаёт научную и научно-популярную литературу о минералах.
Во многих минералогических музеях проводятся экскурсии, читаются лекции с показом фото- и кино- материалов о месторождениях минералов и добыче коллекционных образцов, об экспозициях других музеев, регулярно организуются тематические выставки. В последние годы активно развивается традиция выставочного обмена между музеями разных стран. При многих музеях имеются собственные научные библиотеки. Одной из главнейших задач и функций ведущих минералогических музеев была, есть и будет популяризация научных знаний.

## Музеи как культурные центры
Музеи также служат своего рода центрами, вокруг которых группируются коллекционеры и любители камня. Их частные коллекции впоследствии нередко ощутимо пополняют музейные фонды. Многие крупные музеи хранят в своих собраниях коллекции известных геологов и учёных прошлого, в ряде случаев придавая им статус самостоятельных экспозиций.